# Glenea francisi
Glenea francisi là một loài bọ cánh cứng trong họ Cerambycidae.